# Orión Point
Der Orión Point (englisch, spanisch Punta Orión) ist eine Landspitze an der Nordküste von Greenwich Island im Archipel der Südlichen Shetlandinseln. Sie markiert westlich des Canto Point die östliche Begrenzung der Einfahrt von der Orión-Passage in die Guayaquil Bay
Wissenschaftler einer ecuadorianischen Expedition benannten sie 1990 nach ihrem Forschungsschiff Orión. Das UK Antarctic Place-Names Committee übertrug diese Benennung 2005 ins Englische.